# EVERYD4Y
《EVERYD4Y》是韓國男子音樂組合WINNER繼2014年發行《2014 S/S》後時隔4年再度發行的正規專輯。該專輯共收錄12首歌曲，包含10首新曲，其中收錄的《Everyday》為主打歌，而放置在尾曲的《Raining》及《Have a Good Day》是他們此前在日本發表重新錄製成韓語版本，被設定為這張專輯的「Special Bonus」歌曲。專輯由YG娛樂企劃製作，Genie音樂發行，於2018年4月4日下午6時通過各大數位音樂網站公開線上音源，實體專輯則在3月28日至4月4日公開預售，並定於4月5日以兩種不同版本發售。
這張專輯是WINNER出道至今收錄了最多歌曲的專輯，同時為拓寬多種音樂領域，成員進行了多樣嘗試，而包含主打歌《Everyday》在內，WINNER親自執行製作了12首歌曲。

## 背景及預告
WINNER距離上一張專輯僅隔4個月便快速發表第二張單曲《Our Twenty For》後，YG娛樂在2017年12月釋出WINNER再度回歸樂壇的消息，指出他們將於iKON發行《Return》後以2018年2月發表專輯為目標準備中，這項消息後由YG娛樂代表梁鉉錫的個人社群網站Instagram上得到了證實，在他發佈的訊息中WINNER會在平昌冬季奧運會結束時回歸韓國樂壇。而後，梁鉉錫以帶有「#WINNER #訂製_麥克風 #近期拍攝 MV_投入最高的製作費用 #正在完美地準備_每天每天_REALLY REALLY #名曲_裝填完畢 #WINNER _新曲風」等話題進行發文，表示近期會以最高預算拍攝WINNER的新歌音樂錄影帶。而根據韓國媒體OSEN取材結果顯示，歌謠界相關人員透露，WINNER已於2月19日飛抵美國洛杉磯拍攝音樂錄影帶，預計將於3月份回歸的可能性居高。而他們的首波預告海報在3月10日發佈，YG娛樂通過官方網站公開WINNER標識印有「Coming Soon」的語句畫報，正式回歸日期則在3月15日公開，所屬經紀公司宣佈WINNER將攜第二張正規專輯於4月4日回歸韓國樂壇，同時也說道「因為這張專輯是正規專輯，將收錄有多首歌曲，可以看到進一步成長的WINNER，他們帶來的多樣風格的音樂」，隨後公開專輯名稱為《EVERYD4Y》，並陸續釋出團體及個人預告海報、前導預告影像。

## 專輯概念
作為正規專輯的《EVERYD4Y》，WINNER在接受媒體採訪時傳達了這張音樂作品的欣賞亮點，其中，成員姜昇潤描述稱「對於4年間成長的音樂，大眾會有怎樣的反應，非常好奇和機動」，他也表示這張專輯是想告訴大眾「不是停滯不前的WINNER，而是一直在挑戰的WINNER」，宋旻浩則說道「不想做速食音樂，想要製作就算過去幾年也會想要找來聽的專輯。雖然要找到中間點很困難，但是結果很滿意」傳達了結束專輯製作的感想。
專輯名稱命名為《EVERYD4Y》有著每一天的意思，將原本的單詞「EVERYDAY」中的字母「A」替換成WINNER的象徵數字「4」，增添了特別的意義，而在2017年4月4日以4人團隊全新出發的WINNER時隔4年發行的正規專輯將在2018年4月4日公開，韓國歌壇少數連續兩年在同一天發行專輯，完成了「4月4日等於WINNER DAY」的公式。
而《EVERYD4Y》實體專輯的設計圖在3月26日公開，製作概要及構成則在3月27日釋出，在YG娛樂發布的告示中，這張專輯將推出「Day」及「Night」共兩款的發行版本，兩款版本均分別收錄CD、116頁寫真書、1本28頁歌詞本、5張明信片、5款隨機封入1款的拍立得、8款隨機封入2款的小卡、4款隨機封入1款的自拍照片卡、4款隨機封入1款的貼紙及1份雙面海報。

## 創作
如果說2017年發布的《Fate Number For》、《Our Twenty For》是表現了讓人心動的告白、年輕和青春的話，這次的正規專輯《EVERYD4Y》中，可以看到在嘻哈音樂、陷阱音樂、原音樂、謠曲等，努力拓寬音樂領域的成員們的多種嘗試。這種音樂挑戰和苦惱以象徵「WINNER」的數字「4」和意味著「每天」的「EVERYDAY」相結合，飽含在含蓄新穎的單詞《EVERYD4Y》命名的專輯名中，這張專輯也是由從出道時便開始製作專輯的姜昇潤、宋旻浩和李昇勳共同參與這12首歌的填詞作曲，鞏固了製作組合的整體性。
專輯的主打歌《Everyday》是一首結合流行和Chill Trap曲風的歌曲，由姜昇潤、宋旻浩和李昇勳共同填詞，姜昇潤與宋旻浩亦參與了作曲。這首歌以「和愛的人一起的幸福的每天」為素材，展現了為了心愛之人傳遞每天心潮的波動。《Everyday》也與WINNER過往歌曲展現了不同的陷阱音樂類別，姜昇潤為此表示「想要展現出我們特有的Chill Trap的面貌」並解釋道「雖然嘻哈音樂正逐漸受大眾的喜愛，但是仍存在抗拒它的人，因此更希望能製作出所有人能輕易並且有趣地聆聽的歌」。
創作靈感源於官方歌迷名稱「Inner Circle」，由成員姜昇潤構思為主旋律製作的歌曲《Air》，同時展現了幹練的樂器構成，歌曲的所有要素都揉雜於適當的空間感中，並伴隨著恰如其分的節奏感。《你好》是專輯的第三首歌曲，將戀人之間日常生活中經常遇到的「為不在線的對方擔心」設為主題，融入了嘻哈音樂和陷阱音樂的曲風，由宋旻浩和Millennium（崔來星）作曲，他們也聯合了李昇勳共同填詞。
緊接《你好》之後即是宋旻浩的自製曲也是他在這張專輯中的獨唱曲《只牽手睡吧》，在歌單介紹中，這首歌曲營造出既夢幻又性感的氛圍的吉他聲線，有節奏地拉開序幕，凸顯了宋旻浩的性感美和充滿性感的和音形成對比的緊湊的爵士鼓元素，構成了有趣的最佳聲道組合。而這也是繼出道專輯《2014 S/S》中的《I'm Him》後宋旻浩第二首個人歌曲。

## 音樂錄影帶
主打歌《Everyday》由曾在葛萊美獎、MTV音樂錄影帶大獎獲頒獎項的導演戴夫·梅耶爾斯所執導，他也曾負責收錄於《Fate Number For》的歌曲《Really Really》的音樂錄影帶製作。《Everyday》音樂錄影帶取景於美國洛杉磯縣馬里布。

## 宣傳
依照慣例，在正式發表音樂作品前夕，WINNER均會在Naver V Line進行回歸直播節目進行宣傳。其經紀公司在3月30日通過官方網站公開了名為「24/7 Everyday Hotline」的V Line預告海報，宣布將在4月4日公開全專線上音源的前19個小時，即4月3日晚間11時，WINNER會透過V Line進行例行性的回歸直播，率先與歌迷進行交流。這次的節目是以成員對大家關於WINNER所有想知道的消息進行解答的熱線呼叫中心作為概念，由對歌迷的疑問進行解答的各種環節組成，他們也會在節目中親自向大家介紹時隔4年的正規專輯錄製記事、與歌迷一起聽包括主打曲《Everyday》在內的所有收錄曲，並試映在美國洛杉磯馬利布拍攝的音樂錄影帶花絮影像，以及講述各種逸聞趣事。
WINNER也與Genie音樂展開宣傳合作，推行「Winner x Genie MV Behind The Scene」，企劃於4月8日開啟，在這項企劃中，Genie會在自家的音樂應用程式以及官方網站上留言的顧客中抽選60位贈予活動入場邀請劵，活動會在4月12日晚間8時在藝術大廈舉辦，屆時WINNER成員們將親自介紹音樂錄影帶內容並準備了與歌迷互動的時間。

## 評論聲譽
韓國媒體OSEN的記者金恩愛（韓語：김은애）寫道，這張專輯「能見證從出道前開始就具有作詞、作曲、編舞創作等自身製作能力的成員們的音樂成長」，她亦認為《EVERYD4Y》收錄了前所未有的抒情搖滾《曾經美好》，以富有感覺的歌詞表達想要好好看著心愛的人的心情的《奢侈》，為了歌迷而寫的歌《Movie Star》，成員李昇勳初次製作的《Special Night》等，為專輯整體表現給予了正面評價。
美國《告示牌雜誌》的專欄記者塔瑪·赫爾曼（Tamar Herman）認為WINNER通過這次專輯從多方面對自己的音樂風格進行了研究，接著寫道「最引人矚目的是成員們參與了全專作詞、作曲」，同時也對這次他們帶來富含多樣音樂風格的專輯表示「WINNER從出道開始到最近為止一直在嘗試多種多樣的體裁，原封不動地展現出4年來的努力」提及了他們的成長。

## 商業成績
全專線上音源發行後，在線上銷售的商業表現，《EVERYD4Y》在發行當天便在玻利維亞、巴西、汶萊、智利、哥倫比亞、哈薩克斯坦、馬來西亞、墨西哥、紐西蘭、秘魯、新加坡、臺灣、泰國等18個國家與地區的iTunes專輯排名第1，在美國榜單上則登上第5名的位置，同時在iTunes全球專輯榜及歐洲專輯榜均位居第3名，主打歌《Everyday》則取得iTunes全球歌曲榜第45名和歐洲歌曲榜第193名的成績，這首歌曲在韓國也取得了不錯的商業表現，《Everyday》在發行兩小時後便佔據了韓國六大數位音樂網站MelOn、Genie、Bugs、Mnet、Naver與Soribada的排行榜冠軍，新專輯的其他收錄曲也在榜單的上位圈，而根據MelOn公開的收聽人數，《Everyday》24小時內收聽人數達到775,215人，成為該音樂平臺第四個首日收聽超過70萬人的偶像男團，僅次於BIGBANG、iKON、水晶男孩之後。

## 曲目
| EVERYD4Y（主打曲以粗體顯示） | EVERYD4Y（主打曲以粗體顯示）                                 | EVERYD4Y（主打曲以粗體顯示）       | EVERYD4Y（主打曲以粗體顯示）   | EVERYD4Y（主打曲以粗體顯示） |
| 曲序                         | 曲目                                                         |                                    | 作曲                           | 编曲                         |
| ---------------------------- | ------------------------------------------------------------ | ---------------------------------- | ------------------------------ | ---------------------------- |
| 1.                           | Everyday                                                     | 姜昇潤 宋旻浩 李昇勳               | 姜昇潤 AiRPLAY 宋旻浩          | AiRPLAY                      |
| 2.                           | Air                                                          | 姜昇潤 宋旻浩 李昇勳               | 姜昇潤 AiRPLAY                 | AiRPLAY                      |
| 3.                           | 你好（여보세요；Hello）                                      | 宋旻浩 李昇勳 Millennium（崔來星） | 宋旻浩 Millennium（崔來星）    | Millennium（崔來星）         |
| 4.                           | 只牽手睡吧（손만 잡고 자자；Turn Off The Light）（Mino獨唱） | 宋旻浩                             | 宋旻浩 Future Bounce           | Future Bounce                |
| 5.                           | La La                                                        | 姜昇潤 宋旻浩 李昇勳               | 姜昇潤 姜旭鎮（강욱진）              | 姜旭鎮（강욱진）                   |
| 6.                           | 致她（애 걔；For）                                           | 姜昇潤 宋旻浩 李昇勳               | 姜昇潤 姜旭鎮（강욱진） DIGGY 宋旻浩 | 姜旭鎮（강욱진） DIGGY             |
| 7.                           | 曾經美好（예뻤더라；We Were）                                | 姜昇潤                             | 姜昇潤 AiRPLAY                 | AiRPLAY                      |
| 8.                           | 奢侈（사치；Luxury）                                         | 姜昇潤 宋旻浩 李昇勳               | 姜昇潤 姜旭鎮（강욱진） DIGGY        | 姜旭鎮（강욱진） DIGGY             |
| 9.                           | Movie Star                                                   | 姜昇潤 宋旻浩 李昇勳               | 姜昇潤 AiRPLAY                 | AiRPLAY                      |
| 10.                          | Special Night                                                | 李昇勳 宋旻浩                      | 李昇勳 AiRPLAY 姜昇潤          | AiRPLAY                      |

| Special Bonus Tracks | Special Bonus Tracks      | Special Bonus Tracks | Special Bonus Tracks     | Special Bonus Tracks |
| 曲序                 | 曲目                      |                      | 作曲                     | 编曲                 |
| -------------------- | ------------------------- | -------------------- | ------------------------ | -------------------- |
| 11.                  | Raining（韓語版）         | 李昇勳 宋旻浩        | 李昇勳 姜旭鎮（강욱진）        | 姜旭鎮（강욱진）           |
| 12.                  | Have a Good Day（韓語版） | 宋旻浩 李昇勳        | 宋旻浩 姜旭鎮（강욱진） 姜昇潤 | 姜旭鎮（강욱진）           |

## 排行榜
| 音源榜（2018） | 《Everyday》排行榜峰值                                        | 《Everyday》排行榜峰值 | 《Everyday》排行榜峰值 | 《Everyday》排行榜峰值 | 來源   |
| 音源榜（2018） | 實時榜                                                        | 日榜                   | 週榜                   | 月榜                   | 來源   |
| --- | ------------------------------------------------------------- | ---------------------- | ---------------------- | ---------------------- | ------ |
| iChart | *1                                                            |                        | *1                     |                        |        |
| Melon | *1                                                            | *1 2                   | *5                     | *8                     | [ 30 ] |
| Genie | *1                                                            | *1 3                   | *5                     | *9                     | [ 31 ] |
| Bugs | *1                                                            | *1 3                   | *2                     |                        | [ 32 ] |
| Mnet | *1                                                            | *1 3                   | *2                     | *3                     | [ 33 ] |
| Naver | *1                                                            | *1 4                   | *7                     | *5                     | [ 34 ] |
| Soribada | *1                                                            | *1 4                   | *5                     | *7                     | [ 35 ] |
| \| - 上標字「2」：兩天或兩週冠軍 - 上標字「3」：三天或三週冠軍 - 上標字「4」：四天或四週冠軍 - 上標字「5」：五天或五週冠軍 - 以上以此類推 \| - 「*」：打榜中 - 「/」：未入榜 - 「 」：該段時期未設立排行榜 \| |                                                               |                        |                        |                        |        |
| - 上標字「2」：兩天或兩週冠軍 - 上標字「3」：三天或三週冠軍 - 上標字「4」：四天或四週冠軍 - 上標字「5」：五天或五週冠軍 - 以上以此類推                                                                        | - 「*」：打榜中 - 「/」：未入榜 - 「 」：該段時期未設立排行榜 |                        |                        |                        |        |

| - 上標字「2」：兩天或兩週冠軍 - 上標字「3」：三天或三週冠軍 - 上標字「4」：四天或四週冠軍 - 上標字「5」：五天或五週冠軍 - 以上以此類推 | - 「*」：打榜中 - 「/」：未入榜 - 「 」：該段時期未設立排行榜 |

| 電視台 | 音樂節目名稱                            | 入榜歌曲     |
| 電視台 | 音樂節目名稱                            | 《Everyday》 |
| --- | --------------------------------------- | ------------ |
| Mnet | M! Countdown                            | (1)          |
| KBS2 | 音樂銀行                                | /            |
| MBC | Show! 音樂中心                          | 1            |
| SBS | 人氣歌謠                                | 1            |
| SBS MTV | THE SHOW                                | /            |
| MBC Music | Show Champion                           | 2            |
| \| - 「(1)」：兩星期冠軍 - 「[1]」：三星期冠軍 - 「{1}」：四星期冠軍 \| - 「/」表示未有相關資料 - 「*」：打榜中 \| |                                         |              |
| - 「(1)」：兩星期冠軍 - 「[1]」：三星期冠軍 - 「{1}」：四星期冠軍                                                  | - 「/」表示未有相關資料 - 「*」：打榜中 |              |

| - 「(1)」：兩星期冠軍 - 「[1]」：三星期冠軍 - 「{1}」：四星期冠軍 | - 「/」表示未有相關資料 - 「*」：打榜中 |

### 榜單表現
| 榜單（2018年）               | 峰值 |
| ---------------------------- | ---- |
| 日本數位專輯榜（公信榜）     | 8    |
| 日本專輯榜（公信榜）         | 84   |
| 日本下載專輯榜（日本告示牌） | 10   |
| 日本熱門專輯榜（日本告示牌） | 31   |
| 韓國專輯榜（加翁）           | 1    |
| 美國世界專輯榜（告示牌）     | 6    |

| 榜單（2018年）            | 峰值 |
| ------------------------- | ---- |
| 中國巔峰榜·熱歌（QQ音樂） | 23   |
| 韓國單曲榜（加翁）        | 3    |
| 韓國下載榜（加翁）        | 1    |
| 韓國串流媒體榜（加翁）    | 13   |
| 韓國背景音樂榜（加翁）    | 32   |

## 銷售
| 國家或地區 | 銷量     |
| ---------- | -------- |
| 韓國       | 123,583+ |
| 日本       | 1,587+   |

## 獲獎與提名

### 韓國音樂節目
| 年份   | 日期    | 電視台 | 節目名稱       | 提名歌曲     | 結果 | 來源   |
| ------ | ------- | ------ | -------------- | ------------ | ---- | ------ |
| 2018年 | 4月12日 | Mnet   | M! Countdown   | 《Everyday》 | 獲獎 | [ 49 ] |
| 2018年 | 4月14日 | MBC    | Show! 音樂中心 | 《Everyday》 | 獲獎 | [ 50 ] |
| 2018年 | 4月15日 | SBS    | 人氣歌謠       | 《Everyday》 | 獲獎 | [ 51 ] |
| 2018年 | 5月3日  | Mnet   | M! Countdown   | 《Everyday》 | 獲獎 | [ 52 ] |

### 甜瓜人氣獎（Melon Popularity Award）
| 年份   | 提名項目     | 獎項                  | 結果 | 來源   |
| ------ | ------------ | --------------------- | ---- | ------ |
| 2018年 | 《Everyday》 | 每週人氣獎（4月16日） | 獲獎 | [ 53 ] |
| 2018年 | 《Everyday》 | 每週人氣獎（4月23日） | 獲獎 | [ 53 ] |
| 2018年 | 《Everyday》 | 每週人氣獎（4月30日） | 獲獎 | [ 53 ] |
| 2018年 | 《Everyday》 | 每週人氣獎（5月7日）  | 獲獎 | [ 53 ] |
| 2018年 | 《Everyday》 | 每週人氣獎（5月14日） | 獲獎 | [ 53 ] |

## 發行歷史
| 發行地區 | 發行日期      | 發行形式     | 廠牌              |
| -------- | ------------- | ------------ | ----------------- |
| 全球     | 2018年4月4日  | 數位音樂下載 | YG娛樂、Genie音樂 |
|          | 2018年4月4日  | 數位音樂下載 | YG娛樂、Genie音樂 |
|          | 2018年4月5日  | CD           | YG娛樂、Genie音樂 |
| 日本     | 2018年4月5日  | 數位音樂下載 | YGEX              |
| 日本     | 2018年6月13日 | CD           | YGEX              |